# دوك ميلر
دوك ميلر (بالإنجليزية: Doc Miller)‏ هو لاعب كرة قاعدة أمريكي، ولد في 4 فبراير 1883 في تشاتام كينت في كندا، وتوفي في 31 يوليو 1938 في جيرسي سيتي في الولايات المتحدة.

## وصلات خارجية
- دوك ميلر على موقعبيزبول رفرنس.كوم (الدوري الرئيسي) (الإنجليزية)
- دوك ميلر على موقعبيزبول رفرنس.كوم (الدوري الثانوي) (الإنجليزية)